# 愛心 (公益節目)
《愛心》是中國電視公司（中視）公共服務節目，介紹弱勢族群不畏逆境、奮鬥向上者，以及報導需要社會各界伸出援手的個案。播出時間自1977年至1999年1月31日，開播初期由梁興國主持；後來主持人迭有更替，由王世綱、寇紹恩、龐祥麟、崔浩然、凌晨、陳淑麗等人陸續接棒。中視在1974年時有播出周遊製作的同名連續劇《愛心》，兩者無淵源關係。

## 歷史
1977年，《愛心》開播，以「生活就是愛」為節目宗旨，把溫暖傳給需要溫暖的人，將社會上許多善人善行、值得令人追憶的事介紹給觀眾，使人們體會到人性純真善良的一面，更進一步瞭解人生的真諦。
1978年，《愛心》獲得第14屆金鐘獎優良電視節目獎教育與文化性節目最佳獎。
1980年，《愛心》獲得第15屆金鐘獎優良電視節目獎最具創意節目獎。
1984年，《愛心》播出第7年，以紀錄寫實手法報導社會上許多善心人士默默行善的德行，以及幫助許多傷殘、病老的人；《愛心》設立「中視愛心專戶」接受各界善心人士捐贈慈善救助，愛心捐款救助許多急難、貧困者，鼓勵傷殘者重建信心、自立更生，發揮人性高貴善良面。1985年，《愛心》已播出428集。
1986年10月，《愛心》製作人周敏離職。1986年11月7日，汪瑩接任《愛心》製作人，崔浩然主持，並改新型態播出；《愛心》報導內容不再侷限於殘障、災害或病患，而是進一步去發掘默默奉獻愛心的人，如老師、收容流浪貓狗的留學生、努力保育瀕臨絕種鳥類的人、興建圖書館的拾荒者、專做社會服務工作的機構（救國團、榮工處等）。
1989年10月，慶祝中視20週年台慶，中視安排於本月30日下午播出《愛心》4小時精華版，本月30日23:30至31日06:30播出《愛心》7小時精華版。1989年10月30日14:00～18:00，《愛心》播出特別節目《中視關懷社會 愛心回顧》，周荃主持。
1990年第25屆金鐘獎，《愛心》獲頒電視金鐘獎公共服務節目獎。1997年第32屆金鐘獎，《愛心》入圍電視金鐘獎公共服務節目獎。
2004年2月1日，中視以中視愛心專戶為基礎成立中視愛心基金會。